# متحف بحري

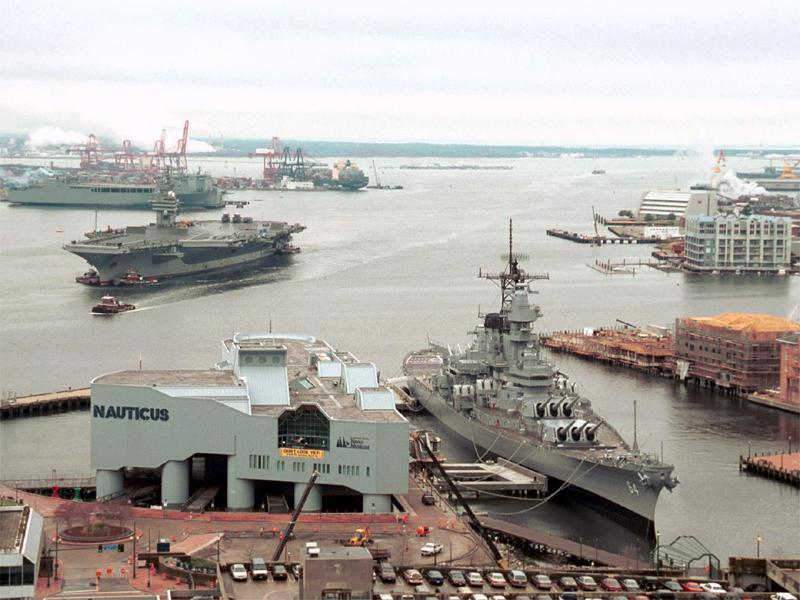
متحف بحري.

المتحف البحري هو متحف يختص في عرض السفن ووسائل النقل عبر البحار والمحيطات، تشمل المتاحف البحرية أيضاً أحد الأفرع التي تركز على القوات البحرية والاستخدام العسكري للبحر، بعض المتاحف تتخذ أشكال السفن في بنائها، وهناك الآلاف من المتاحف البحرية في مختلف بقاع العالم، تتبع غالبية هذه المتاحف المؤتمر الدولي للمتاحف البحرية.